# Tettigonia amaena
Tettigonia amaena är en insektsart som beskrevs av Perroud et Montrouzier 1864. Tettigonia amaena ingår i släktet Tettigonia och familjen dvärgstritar. Inga underarter finns listade i Catalogue of Life.